# Lamborghini 400GT
Lamborghini 400 GT 2+2 je sportski automobil talijanskog prozivođača automobila Lamborghini, nasljednik modela 350 GT. Prvi puta je predstavljen na Ženevskom autosalonu 1966.g.
U usporedbi s prethodnikom povećan mu je obujam motora na 3,929 cm3 (240 c.i.), što je povećalo snagu na 320 KS. Karoserija se dosta razlikovala od modela 350, imala je veći međuosovinski razmak, različite linije krova, i neke razlike na metalnim dijelovima u cijelom automobilu na pojedinim mjestima. Veći unutarnji prostor omogućio je ugradnju dva sjedala (2+2) na stražnjem dijelu kabine, dok je prethodnik imao odostraga mjesta samo za jednog putnika (2+1) ili prtljagu. Automobil je dizajnirala tvrtka Carrozzeria Touring. Lamborghini 400 GT 2+2 imao je mijenjač dizajniran u Lamborghiniju po uzoru na mijenjače kod Porschea, što je značajno poboljšalo vozne osobine.
Postoji varijanta modela 350 GT s 4L V12 motorom, koja je nazvana 400 GT. Samo 23 primjerka ovog manjeg coupea su napravljena, od kojih su 3 primjerka imaju poželjnu karoseriju od aluminija. 
Ukupno su proizvedena 247 primjerka modela Lamborghini 400 GT 2+2 između 1966.g. i 1968.g., kada je model zamijenio mlađi Islero.